# Johannes Brinkman

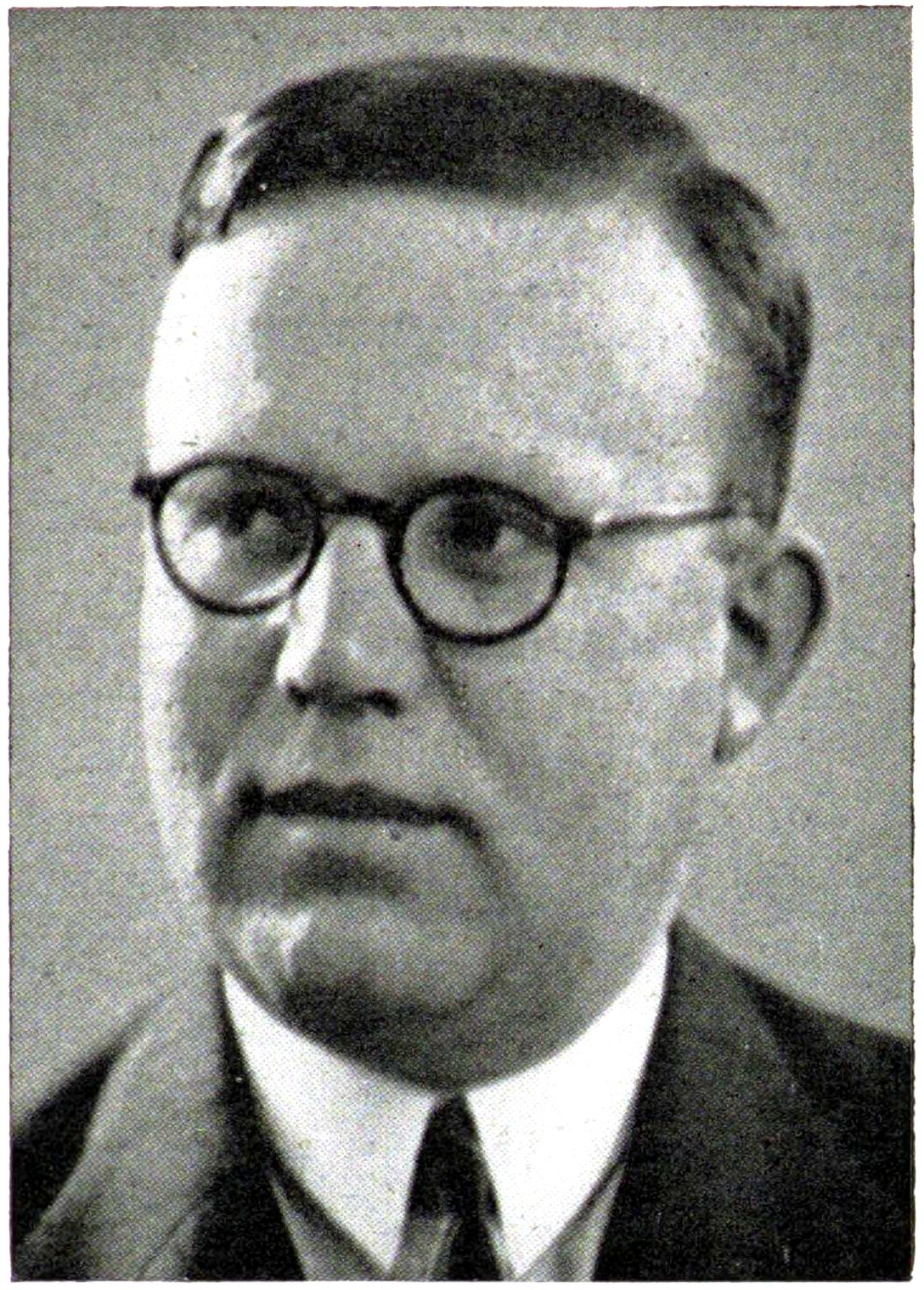
J.A. Brinkman, 1938

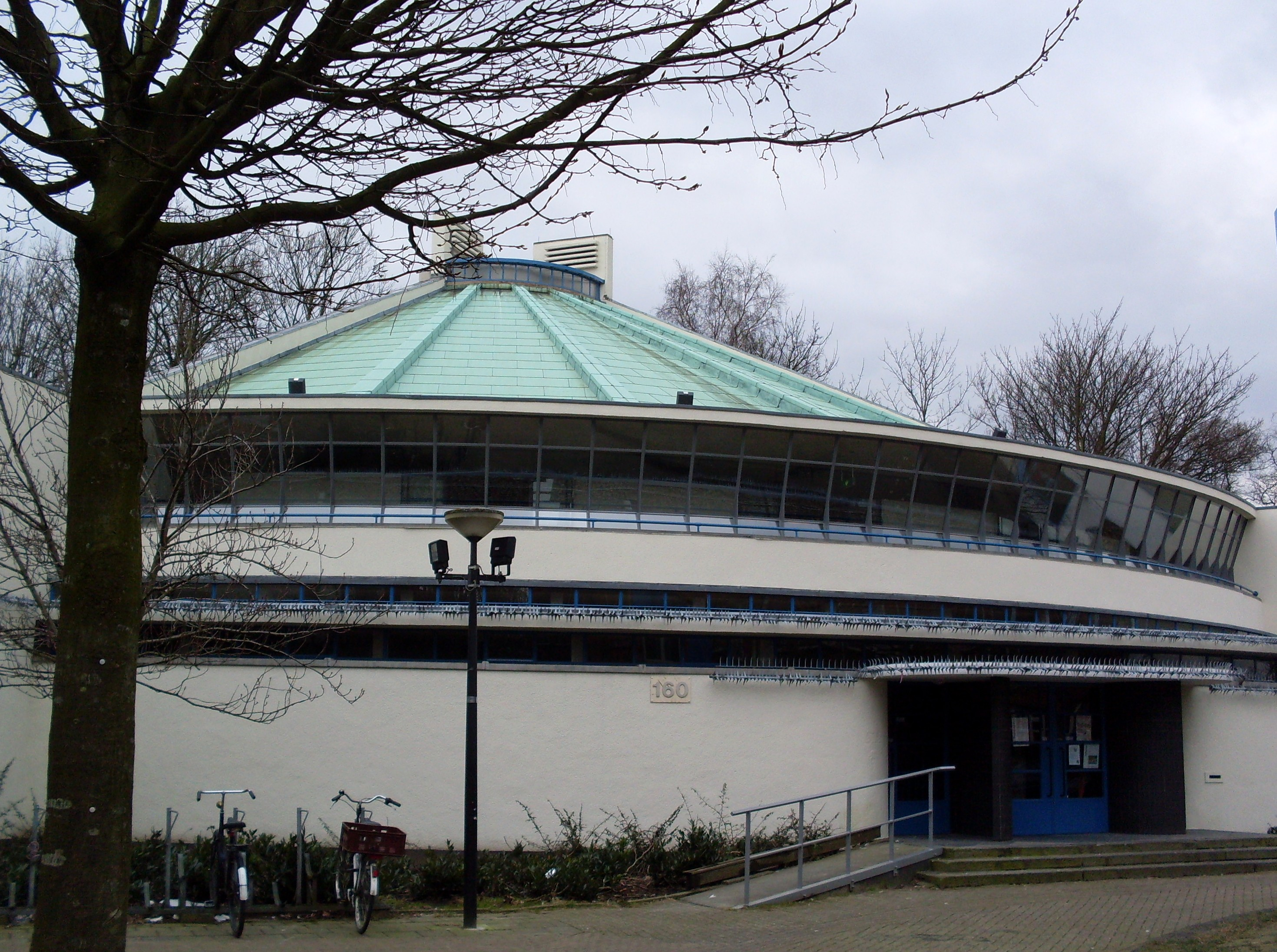
Versammlungssaal der Theosophischen Bewegung

Johannes Andreas Brinkman (* 22. März 1902 in Rotterdam, Holland; † 6. Mai 1949 ebenda) war ein niederländischer Architekt.

## Leben
Brinkman studierte in Delft und übernahm 1925 das Büro seines Vaters Michiel Brinkman. Dort war schon zuvor Leendert van der Vlugt tätig gewesen, mit dem er die Partnerschaft fortsetzte. Die Partner orientierten sich zunächst an der Architektur von Frank Lloyd Wright, schufen dann aber mit der Van-Nelle-Fabrik in Rotterdam eines der bekanntesten Bauwerke des Internationalen Stils. Der Funktionalist Mart Stam, der für sie dabei als Bauleiter tätig war, sollte diesen Bau als zu stilbetont ablehnen. Die Bauten für die Theosophen in Amsterdam (1927) und für Jiddu Krishnamurti in Ommen (1930) zeigen das Interesse der Partner an spirituellen Aufgaben.
Mit Willem van Tijen bauten sie 1934 die Bergpolderflats in Rotterdam: eines der wenigen gebauten Minimalwohnungsprojekte vor dem Zweiten Weltkrieg und als Galeriewohnungen wegweisend für den niederländischen Wohnungsbau nach 1945. Diese Bauten sind sachlicher als die zuvor entstandenen. Gleiches gilt für das Fußballstadion von Feyenoord Rotterdam (1935–1937), das die 65.000 Zuschauer über 22 außenliegende Stahltreppen in nur sechs Minuten verlassen können.
Nach van der Vlugts frühem Tod 1936 trat Johannes van den Broek in Brinkmans Büro ein und wirkte bei den Planungen für das Terminal der Holland-America Line mit.

## Bauten in Rotterdam
- 1927: Versammlungssaal der Theosophischen Bewegung Lage
- 1927–1929: Wohnhaus für Cees Van der Leeuw, Kralingse Plaslaan 38 Lage
- 1927–1931: Tabakwarenfabrik van Nelle (mit Mart Stam und Leendert van der Vlugt) Lage
- 1932–1933: Wohnhaus Sonneveld, Jongkindstraat 6[3] Lage
- 1934: Bergpolderflats (mit Willem van Tijen) Lage
- 1935–1937: Stadion Feyenoord Lage
- 1946: Cruise Terminal am Wilhelminapier Lage

## Galerie

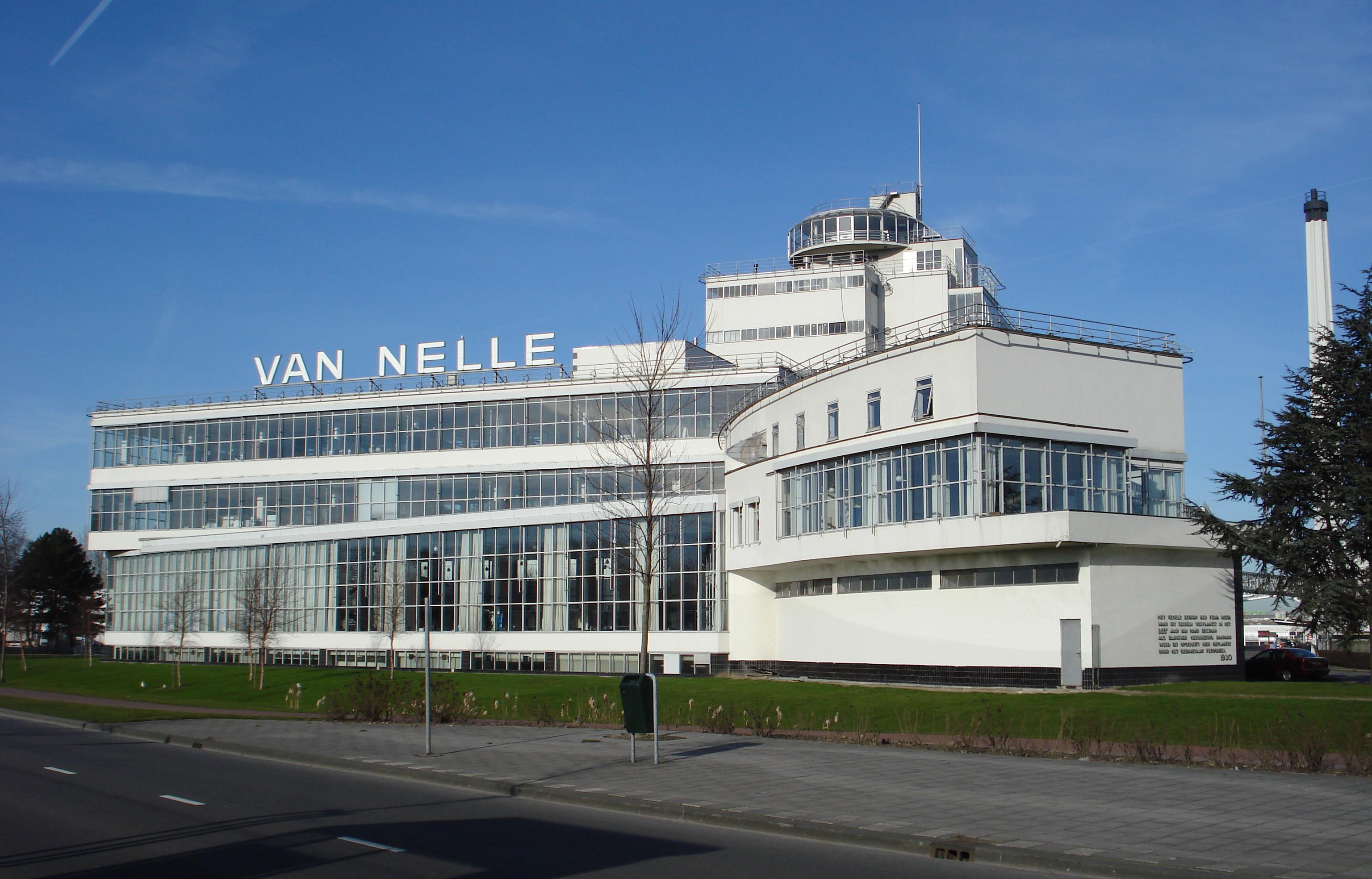
Van Nelle Fabrik
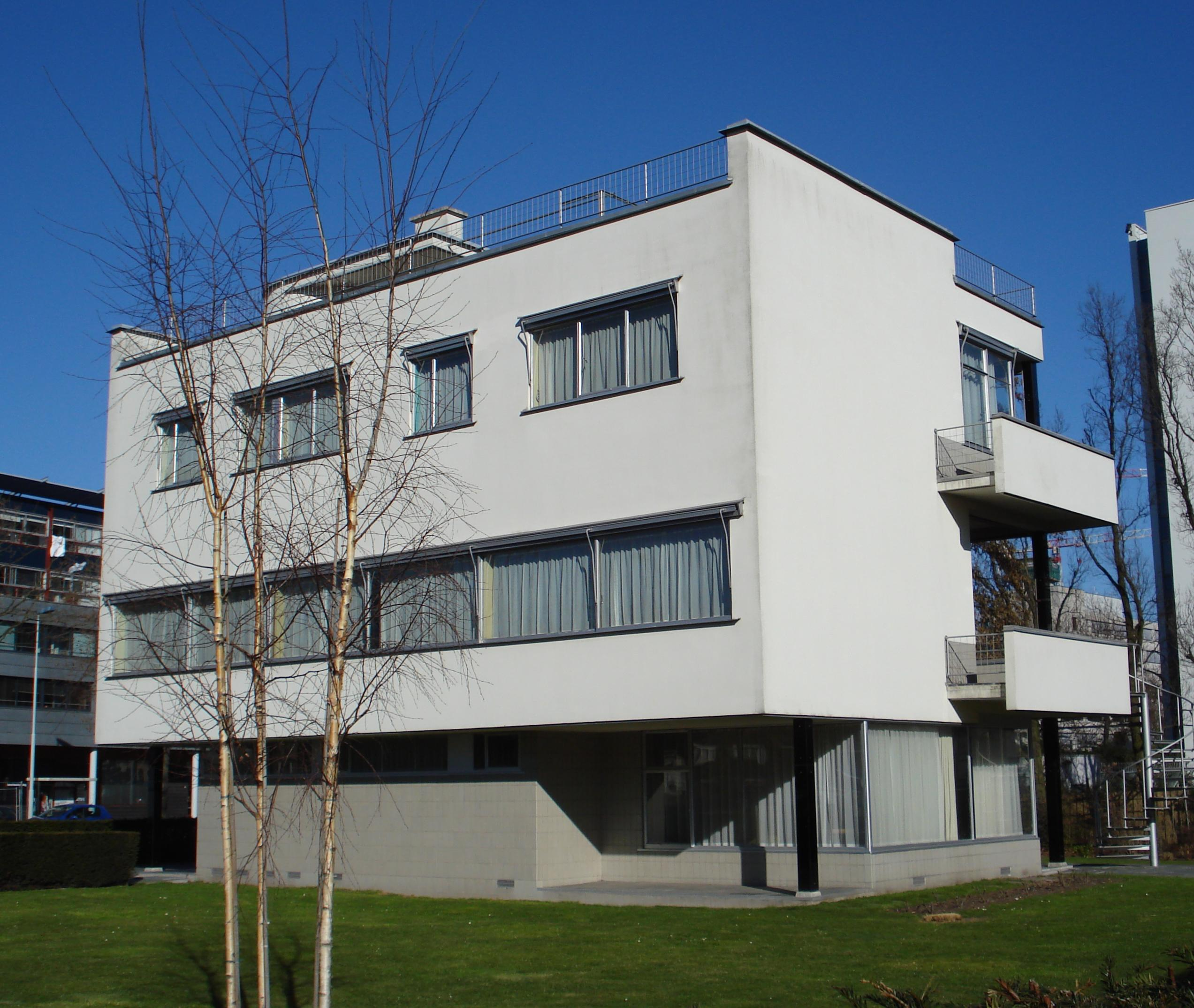
Haus Sonneveld
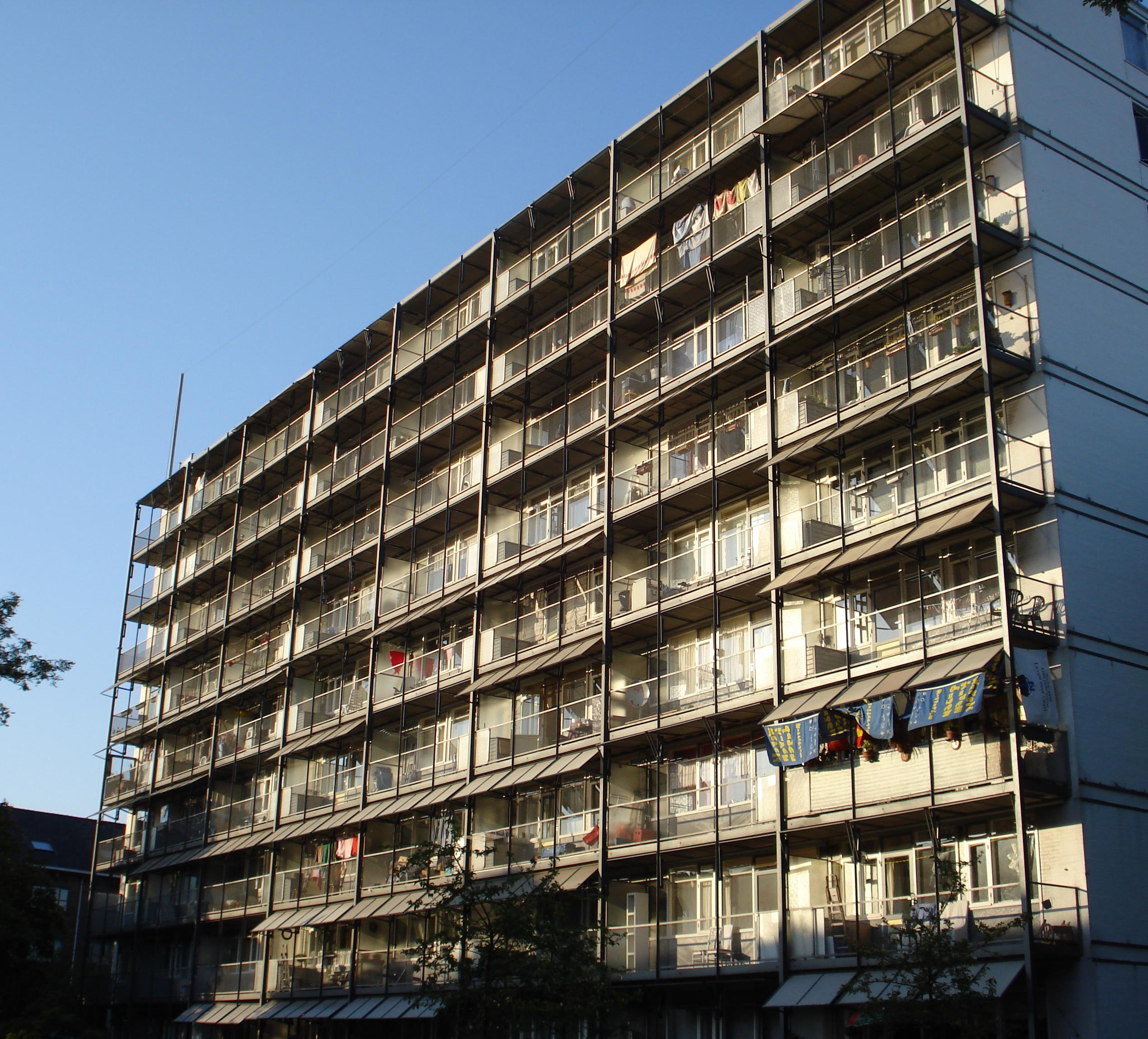
Bergpolderflat
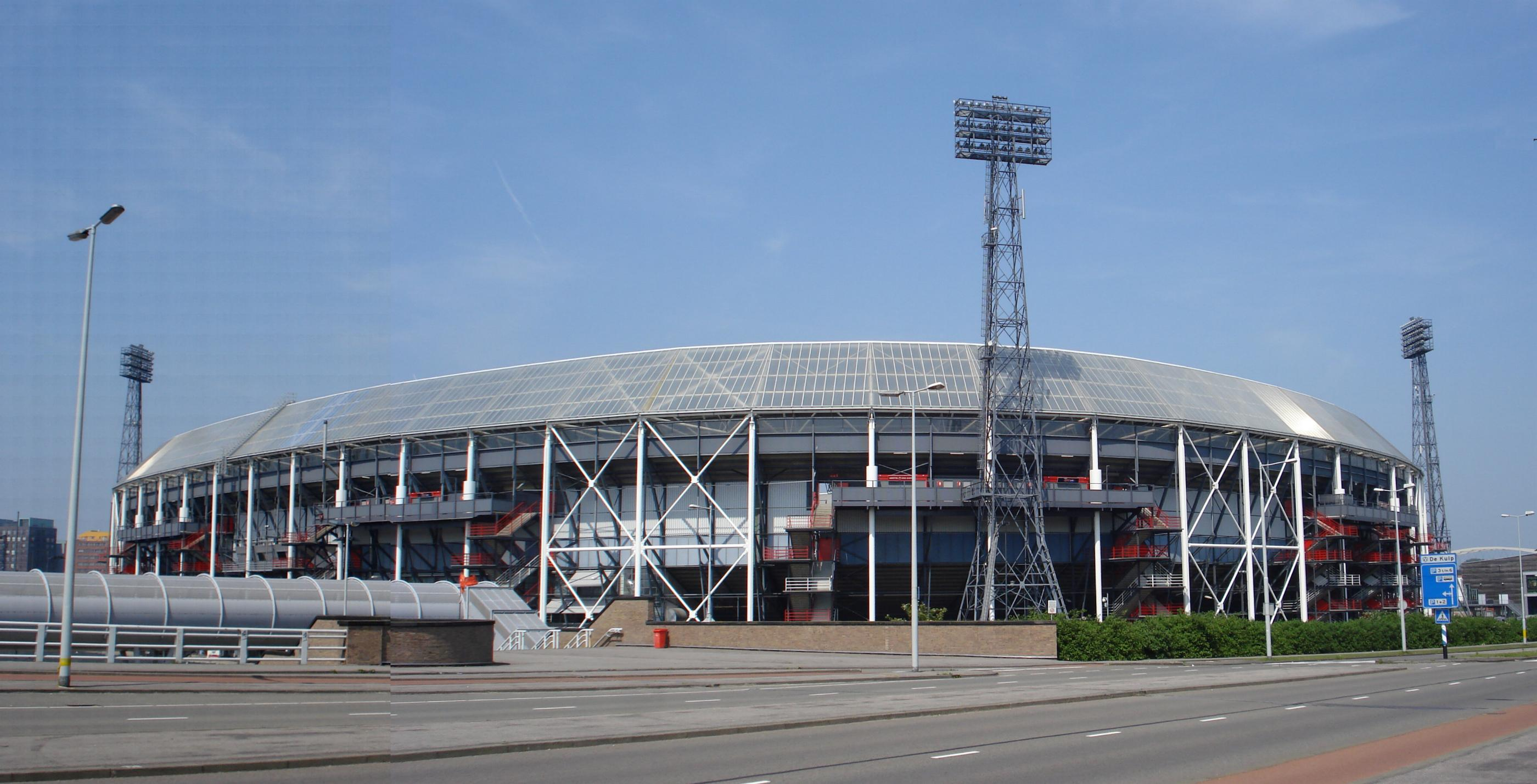
Stadion Feyenoord
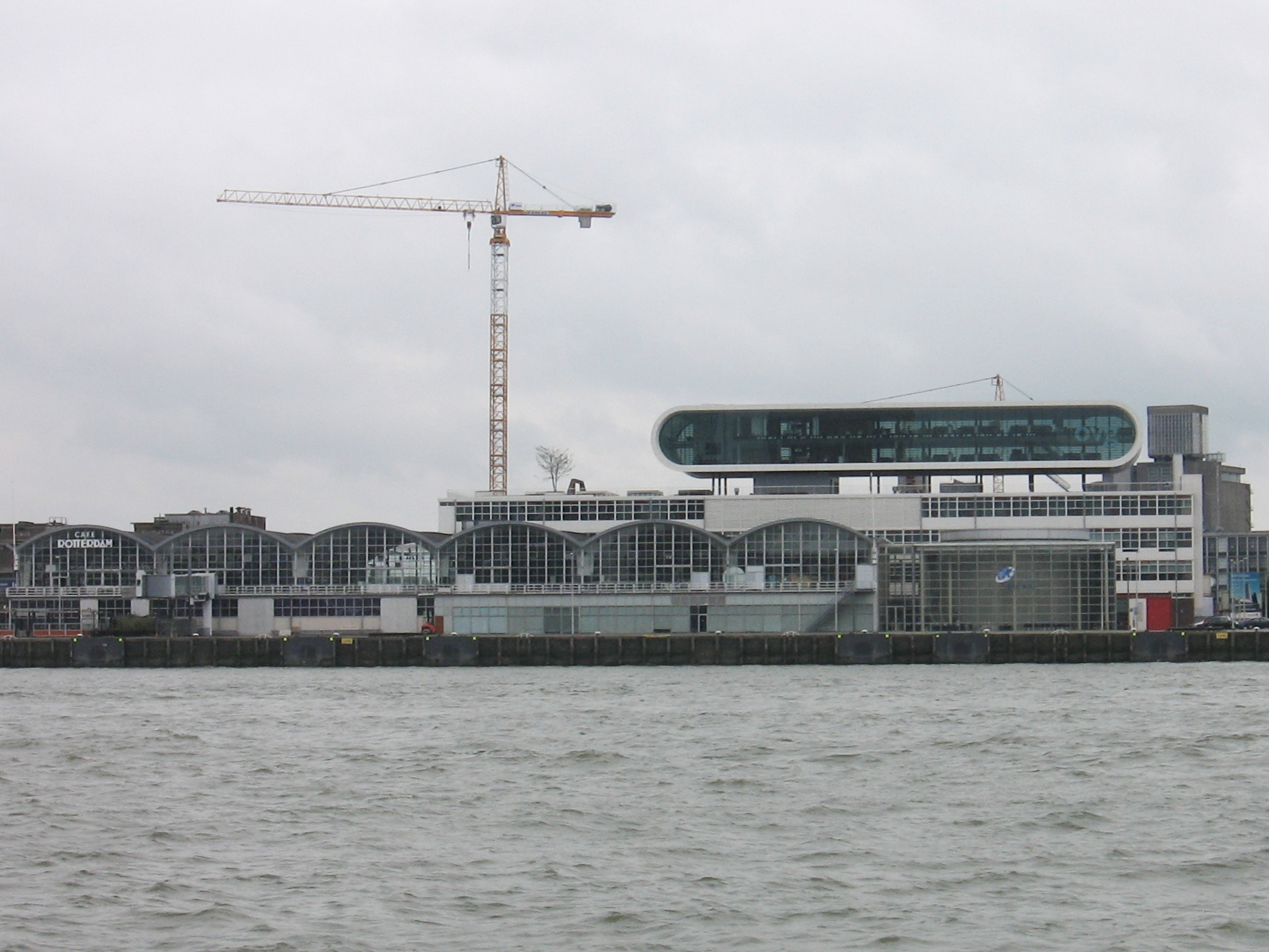
Cruise Terminal